# The Wailers
The Wailers är namnet på en rad konstellationer av musikartister i Kingston på Jamaica, från en vokalistgrupp kompad av inspelningsstudiornas "studioband" 1963 till en reggaegrupp med fasta medlemmar på instrument och sång mellan 1974 och 1981. Bob Marley ingick i alla dessa uppsättningar fram till sin död i cancer 1981, varefter hans kompband, under namnet The Wailers Band, fortsatte att ge konserter och spela in några album, det sista studioalbumet år 2000, det sista livealbumet 2003.
Gruppen The Wailing Wailers, snart enbart "The Wailers", var således på 1960-talet en sånggrupp som behövde musiker för att spela in eller framföra sina låtar, och musikstilen kallades ska, från 1966 rocksteady. Ingen förutom gruppens andre gigant – Peter Tosh (gitarr) – kunde spela något instrument särskilt bra. Först i slutet av 1960-talet tog Bob Marley gitarrlektioner medan Bunny Livingston/Wailer koncentrerade sig på percussion. The Wailers har spelat in en mycket stor mängd av låtar och nya versioner av låtar i och med att den jamaicanska populärmusiken utvecklades. och det har släppts många album i med gamla låtar i Bob Marleys namn efter hans död. Många av låtarna är versioner med annan lyrik eller annan musikstil (skalåtar har blivit reggaelåtar), och under åren 1967 - 1972 hos den genialiske musikproducenten Lee "Scratch" Perry spelades över 200 låtar in, även om få släpptes på album vid den tidpunkten. Efter en schism med Perry tog Marley, Tosh och Wailer med sig bröderna Aston (bas) och Carlton Barrett (trummor) från Perrys studioband The Upsetters samt kontrakterade den unge Earl Lindo (keyboard), som Aston Barrett hade upptäckt, och bildade ett av de första reggaebanden med fasta medlemmar, och släppte under namnet The Wailers albumen Catch A Fire och Burnin' på skivbolaget Island Records 1973. I och med detta fick reggaen internationell spridning, och mängder av jamaicanska artister lanserades i The Wailers kölvatten.

## Sånggruppen The Wailers
Innan The Wailers [Bob (Robert Nesta) Marley, Peter Tosh och Bunny Wailer (Neville Livingston) och bröderna Aston och Carlton Barrett] ingick sitt avtal med Chris Blackwell och hans londonbaserade Island Records och inledde sin internationella karriär, hade The Wailers kärna (Bob, Peter och Neville/Bunny) spelat in 216 studiolåtar (ska, rocksteady och reggae) i Kingston, Jamaica. Färre än 10 av dessa nådde marknaden utanför Jamaica.
Vokalistgruppen The Wailing Wailers var verksam cirka 1963 och 1966 under den jamaicanska ska-eran. Gruppen kallade sig även för The Teenagers, The Wailing Rudeboys, The Wailing Wailers,, The Interns (en låt) och, under hela denna treårsperiod och efter denna, för The Wailers. Gruppen levde under 1960-talet upp till sitt namn, eftersom det som utmärkte både förstesångarens (som oftast var Robert Marley) sång och harmonierna var just wailande. De jamaicanska vokalistgrupperna under 1960-talet försökte alla skapa en egen stil; den ska som Toots & The Maytals gjorde var till exempel influerad av amerikansk rhythm and blues, soul och senare en tuff funkig reggae. Medlemmarna i 1960-talets sånggrupp The Wailers var: 
- Bob Marley (1963–1966), (medlem 1967–1974), levde 6 februari 1945 – 11 maj 1981
- Bunny Livingston/Wailer (medlem 1963–1967), fängelsestraff under 1968, (medlem 1969–1973), levde 10 april 1947 – 2 mars 2021
- Peter McIntosh/Tosh (medlem 1963–1974), levde 19 oktober 1944 – 11 september 1987
- Junior Braithwaite (medlem 1963–1964), levde 4 april 1949 – 2 juni 1999
- Beverley Kelso (medlem 1963–1965), född 20 december 1945
- Cherry Green (medlem 1963–1966), levde 1947 – 1999
- Constantine "Dream" Walker (medlem 1966–1968), även känd som "Vision", Rita Marleys kusin, född 19 oktober 1951
- Joe Higgs (medlem 1973) (ersatte Bunny Wailer som hoppade av under USA-turnén 1973), levde 3 juni 1940 – 18 december 1999

De två kvinnor som från 1965 oftast användes som körtjejer när The Wailers spelade in var Bobs blivande hustru Rita Anderson och Marlene Gifford, båda från gruppen Soulettes.
De unga tonåringarna – som alla bodde i slummen i Trenchtown – tränades och fick lära sig harmoniteknik och stämmor av den några år äldre musikern och sångaren Joe Higgs (1940–1999) hemma i dennes kök. Bob Marley var den enda av ungdomarna som hade fått sin musik inspelad tidigare: fyra singlar hos Leslie Kong. Han var också den som skrev flest låtar och hade vunnit några amatörtävlingar som anordnades av de mobila gathörnsdiskotek som kallades sound systems. Han hade bland annat framfört sin låt Simmer Down två år innan den spelades in 1963.

### Åren hos Clement "Coxsone" Dodd

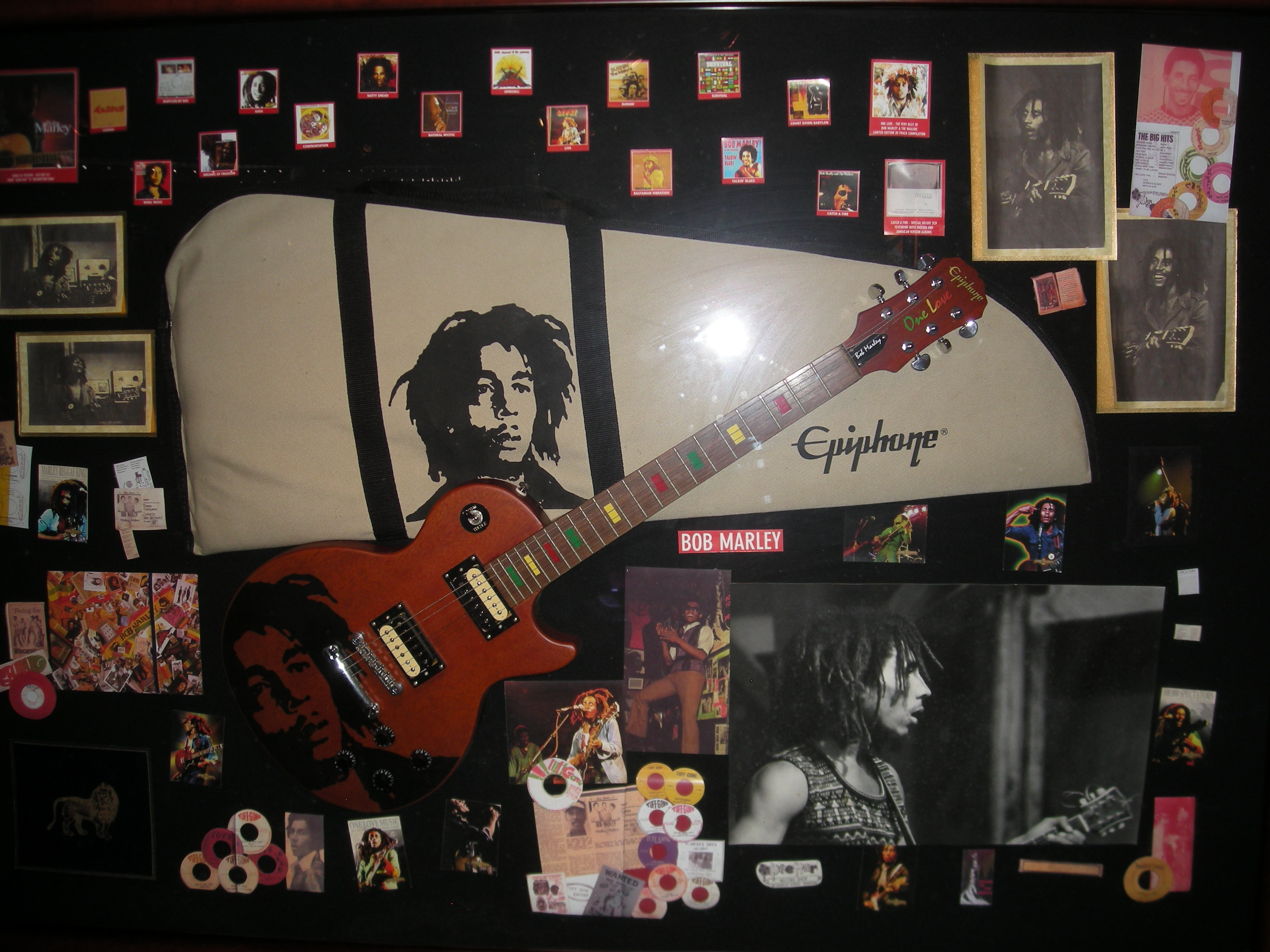
Bob-Marleys gitarr plus bildkollage från museum på Jamaica.

En vän till Joe Higgs, Alvin "Seeco" Patterson, hörde ungdomarna och arrangerade en audition hos Clement S. Dodd som hade startat Studio One 1962. The Wailers sjöng en eftermiddag sommaren 1964 fyra nyskrivna låtar – "I Don't Need Your Love", "I’m Going Home", "Do You Remember" och "Straight And Narrow Way" – för Clement "Coxsone" Dodd, som hade rykte om sig att direkt kunna avgöra vad som skulle bli en hit. Dodd såg någorlunda nöjd ut. Bunny bad då Bob att han skulle sjunga låten Simmer Down, som Bob hunnit tröttna på efter att ha sjungit den så ofta. Innan Bob hunnit protestera hade Peter börjat spela på sin akustiska gitarr och gruppen hade börjat köra, så Bob hade inget annat val än att börja sjunga. Han hade knappt hunnit till första refrängen innan en lycklig Dodd hejdade dem och bad dem komma tillbaka tidigt nästa morgon. Simmer Down och I Don't Need Your Love spelades in nästa dag, och det band som Dodd anlitat var det bästa på Jamaica – The Skatalites. Singeln, med "I Don't Need..." på A-sidan och "Simmer Down" på B-sidan spelades på Dodds två sound systems samma kväll och publiken älskade "Simmer Down" mest. Låten var som alla andra i Jamaica på den tiden inspelad på ett enda band (sångaren och musikerna spelades in samtidigt) och tillgången till högkvalitativa inspelningsband var usel på Jamaica. Dessutom kunde en inspelningsstudio vara så dåligt isolerad att man på vissa 1960-talslåtar kan höra en motorcykel köra förbi. Dodd tillät dock av någon marknadsföringsanledning radion spela enbart "I Don't Need Your Love" under en månad. Sedan, när radion spelat "Simmer Down" i två veckor och den fortfarande var den populäraste låten vid sound system-danserna, pressade och sålde Dodd 80 000 kopior.  "One Love" (1965) var den första "two-track-inspelningen" med The Wailers, med sångarna på det ena bandet och musiken på det andra. Simmer Down låg etta i Jamaica fram till februari 1964. Tonåringarna anställdes av Dodd och fick veckolön mot att de med jämna mellanrum skrev nya låtar och uppträdde. Dodd gav dem även uppgiften att lyssna in sig på etablerade amerikanska grupper och gav dem album med bland andra Ray Charles, Sam Cooke, The Impressions, Highway QCs, The Drifters och deras förstesångare Ben E. King som studiematerial.
På baksidan av Studio ones gårdsplan stod en rostig lastbil uppallad på två cementblock. Här brukade The Wailers sitta och komponera, skriva låttexter och öva dag ut och dag in i den obeskrivliga hettan. Låtarna brukade vanligen spelas in sent på kvällarna och ungdomarna sov därför över i ett gårdsrum där de byggt sig provisoriska sängar genom att sätta plankor på sågbockar. Wailers spelade in över hundra låtar för Coxsone mellan december 1963 och augusti 1966. De uppträdde ofta, kortklippta och klädda i glänsande kostymer, och då gjorde de även covers på amerikanska soullåtar, traditionella mentolåtar, gospels, julpsalmer och till och med några Bob Dylan-låtar. De hade i det långa loppet egentligen bara konkurrens av Toots and The Maytals, även om artister som Millie Small, Desmond Dekker och Jimmy Cliff blixtrade till. Stora hitar för Wailers var bland annat "One Love" (som Marley senare gjorde en världskänd reggaeversion av), "It Hurts To Be Alone", Dancing Shoes Lonesome Feeling, "Hooligan", "Rude Boy", "Ska Jerk", "Jailhouse", "Put It On" och "I'm Still Waiting"
Den 13-årige Junior Braithwaite, som många ansåg hade den bästa rösten,,  var ledsångare i låtar som "Habits", "Straight and Narrow Way", "Don't Ever Leave Me" och "It Hurts To Be Alone" lämnade The Wailers redan efter åtta månader för att flytta till USA och där försöka läsa medicin. Beverly Kelso lämnade gruppen under hösten 1965. Bob Marley gifte sig med Rita Anderson i början av 1966 och på festen spelades den nya ska-singeln Put It On om och om igen, en låt som Marley och även Bunny Wailer senare spelade in flera reggaeversioner av. Marley lämnade därefter Jamaica för att arbeta i USA under åtta månader för att få pengar till inspelningsutrustning eller en skivbutik. Peter och Bunny rekryterade Constantine "Dream" Walker och fick under året flera stora hits, bland andra "Let Him Go", "I'm The Toughest", Who Feels It Knows It, "Mellow Mood" och "Dancing Shoes".

### 1960-talets låtar
I november 1966 återvände Marley till Jamaica efter nio månader i USA, där han arbetat så mycket han förmådde, bland annat på Chryslers bilindustri i Delaware, som diskare på flera restauranger, som nattvakt, med mera, för att kunna försörja sin växande familj och spara pengar till en fortsatt musikkarriär. Han, Neville och Peter var minst sagt missnöjda med den lilla veckolön de fick av Dodd – så liten att de vanligen tvingades äta lunch och middag på de soppkök kyrkorna drev i slummen. I USA hade han bott hos modern Cedella Marley, som 1964 hade gift om sig (Booker) och flyttat till Wilmington i Delaware, USA.
Ofta, men inte alltid, var det den som skrivit låten som fick vara ledsångare medan de andra körade bakom. Många av dessa låtar från 1960-talet tog Marley, Tosh och Livingstone/Wailer med sig i sina respektive reggaekarriärer. Det bör också påpekas att – tvärtom mot vad som ofta påstås – Wailers inte var något toppband på Jamaica efter ska-erans slut och fram till sitt genombrott som reggaemusiker en bit in på 1970-talet. Särskilt dåligt gick det när de försökte klara allt själva: låtskrivande, inspelning, mixning, beställning av skivpressning och distribution per cykel eller moped. De klarade inte av den del som innebar att sköta ett företag. Den mycket ofullständiga listan här under visar vilka förutom Marley som under åren 1963–1969 (fram tills samarbetet med Lee "Scratch" Perry inleddes) som skrev respektive låt eller gjorde en coverversion av en befintlig låt:
- Peter Tosh: "Maga Dog", "Amen", "I'm The Thoughest", "No Sympathy", "400 Years", "Stop The Train", "Soon Come", "Brand New Second Hand", "Can't You See", "I Am Going Home", "Tell It On The Mountain", "Rude Boy Ska" (tillsammans med de andra), "Sinner Man" (en cover av en traditionell andlig sång omskriven tillsammans med Livingston; i reggaeversion heter låten "Downpressor Man på albumet Equal Rights med Tosh 1977), "Shame And Scandal", "When The Well Runs Dry" (tillsammans med Livingston), "Give Me A Ticket" (en cover på Wayne Carson Thompsons "The Letter", "Love", "Soul Captives", "Hoot Nanny Hoot", "Jumbie Jamboree" och "Rasta Shook Them Up". Den sistnämnda låten var The Wailing Wailers första låt med rastafariorienterad text.[11], "Simpleton", "Warn The Nation", "We Can Make It", "We Can Make It Uptight", "Easy Snappin", "The Vow", "You Can't Fool Me Again", "Do It Madly". Om Tosh ska sägas att han redan i slutet av 1960-talet började orientera sig bort från The Wailers genom att spela in solosinglar – av artistiska skäl och helt enkelt för att försörja sig.

- Bunny Livingston/Wailer: "Let Him Go", "Love And Affection" (tillsammans med Marley), "Lonesome Feeling" (tillsammans med Marley), "Who Feels it" (eller "Who Feel It Know It"), "Dancing Shoes", "Lonesome Track", "Hooligan", "Rude Boy Ska" (tillsammans med de andra), "Let Him Go", "Sinner Man" (tillsammans med Tosh), "Jailhouse", "When The Well Runs Dry" (tillsammans med Tosh), "What Am I Supposed To Do", "Rolling Stone", "Tread Oh".

- Junior Braithwaite: "Habits", "Alone", "True Confession".

Beverly Kelso var förstasångare på bland annat "True Confession" och "Lonesome Feelings" (den senare tillsammans med Cherry Green).
Bob Marleys låtar redovisas på Bob Marley & The Wailers diskografi.

### Rude boys och Rastafari
Att gruppen under en period lade in "rudeboys" i sitt namn och gjorde låtar som hette "Rude Boy Ska" hade att göra med den slags "gangsterpopulärkultur" som började framträda i mitten av 1960-talet och som även styrde lyssnarnas preferenser avseende låttitlar och lyrik under ett par år. En "rude boy" uppfattades ursprungligen som en beväpnad ligist som fruktades av överheten men hyllades av folket i slummen. När rude boys och rude girls från Trenchtown, Jonestown, Denham Town och Rema hörde att Wailers sjöng om dem i låtar som "Rude Boy", "Good Good Rudie", "Rude Boy Ska", "Jailhouse", "Let Him Go" och "I'm The Thoughest" kom de att betrakta gruppen som slummens hjältar och även som att de själva var rude boys. De senaste singlarna efterfrågades i så stor utsträckning att en rad nya skivbutiker öppnades. Det fanns ett äkta gangsterliv i Kingstons innerstad och antalet vapen och dödsskjutningar ökade markant i slutet av 1960-talet och början av 1970-talet, men musikartisterna gav sig inte in i detta bokstavligt. I stället kunde de agera tuffa rude boys när de uppträdde eller ses med pistolattrapper i händerna på omslagen till sina LP-album – något som många av artisterna ångrade några år senare när rastafaritron, som kraftigt fördömer mord och våld "afrikaner" emellan, spred sig till allt fler reggaeartister. Det var åren 1966–1972 som Trenchtown och andra ghetton i Kingston influerades som mest av rude boy-modet och detta tog sig uttryck i låtar som Desmond Dekkers "007 Shanty Town" och Jimmy Cliffs långfilm och låt The Harder They Come.
Sommaren 1966 gjorde The Wailers sin sista inspelning för Dodd. Marley, Tosh och Livingston hade varit anställda av Dodd och fått tre pund var i veckan, oavsett om de spelade in några låtar eller inte, och oberoende av om en låt blev en hit eller inte. Marley var i Delaware i USA mellan april och oktober 1966, där han bodde hos sin mor som gift om sig och arbetade på en närbelägen chryslerfabrik och sparade allt han kunde för att ha råd att fortsätta sin musikkarriär i Jamaica. Med Marleys pengar, vissa royaltyersättningar från Dodd och pengar som Tosh och Livingston hade tjänat ihop genom några framgångsrika singlar på andra märken än Dodds Strudio One, startade de tre skivmärket Wail'N Soul'M. Detta innebar att de fortsatte att skriva låtar, men spelade in dem var de ville och pressade så många singlar som de trodde att de kunde sälja. De distribuerade singlarna med cykel ut till Kingstons skivaffärer. De lyckades sälja så många som 50 000 exemplar av sina fyra första singlar. För pengarna kunde de öppna en egen skivaffär..  Men projektet Wail ‘N Soul ‘M Records, som endast existerade en bit in på 1967, höll inte företagsekonomiskt utan var mer eller mindre ett fiasko.

### Första kontakten med rastafari
När Marley kom tillbaka från USA i oktober 1966 had mycket förändrats. Den 21 april hade Etiopiens kejsare Haile Selassie anlänt till Jamaica för ett statsbesök. Över 50 000 rastafarianer, som såg Selassie som en svart Messias, fanns i de folkmassor som mötte den etiopiske kejsaren på Kingstons flygplats Palisadoes Airport och som kantade gatorna där kortegen passerade. Det var första gången så många rastafarianer samlats på en plats, och många av de yngre jamaicanerna kom att betrakta dessa dittills marginaliserade och hånade "dreads" med respekt. Bland dem som stod längs kortegevägen fanns Bobs hustru Rita, och hon har upprepade gånger berättat att den etiopiske kejsaren såg henne rakt i ögonen när han passerade i den öppna bilen, och att hon såg märken efter spikar i Selassies handflator när han vinkade till folkmassorna. Detta fick henne omedelbart att konvertera från kristendomen till rastafaritron, och snart hade även vänner och bekanta som Marcia Griffiths, Peter Tosh och Bunny Wailer omvänt sig., Under sommaren 1966 hade dessutom ska-musiken försvunnit från de jamaicanska topplistorna. I stället var det en långsammare musikstil med ett extra taktslag som gällde – rocksteady.
Bob, Peter och Bunny fann snart en rastafarilärare i trumslagaren och rastafariäldsten Mortimo Planno (1929–2006). Som nyomvända började medlemmarna i Wailers nu att skriva låtar med rastafaribudskap, vilket Coxsone Dodd av främst ekonomiska skäl vägrade att spela in. Låtar med budskapet att Haile Selassie var Gud eller sånger som var starkt kritiska mot samhället skulle aldrig tillåtas att spelas i Jamaicansk radio, resonerade Dodd. "Selassie Is The Chapel" har uppgetts vara den första rastafari-låt som Wailers spelade in (8 juni 1968) , men redan 1966, när Marley befann sig i USA, spelade Tosh in singeln "Rasta Shook Them Up"

### Soul och reggae
År 1968 började rocksteadyn utvecklas till reggae. Bunny Livingston/Wailer hade dömts till fängelse för marijuanainnehav i juli 1967 och frigavs 14 månader senare, i augusti 1968. Även Peter Tosh hade problem med polisen. Han fick ett kortare fängelsestraff för att ha deltagit i Walter Rodney-upploppet. Senare 1968 fängslades han igen för att ha demonstrerat mot Ian Smiths rasistiska regering i Rhodesia. I januari träffade Tosh, Marley och Rita den amerikanske producenten Danny Sims och soulsångaren Johnny Nash. De skrev en kort tid därefter ett kontrakt som innebar att man skulle försöka lansera Wailers musik i USA. The Wailers (exklusive Bunny Livingston, som satt i fängelse) började spela in musik som låg lite åt soul-hållet på Dynamic Sound Studio, som då var den bästa inspelningsstudion på Jamaica och där alla alster spelades in i stereo. Till sin hjälp hade de skickliga amerikanska musiker: de studiomusiker från New York som skivbolaget Atlantic Records använde som musiker på bland annat Aretha Franklins album. Johnny Nash tillbringade också en tid i studion för att spela in sitt album Hold Me Tight.
När Bobs, Ritas och Peters inspelningar var färdiga, totalt 29 stycken, skickades de till New York där Arthur Jenkins, inspelningsteknikern, lade på lite mer ljud: gitarrer, perkussion och (soul-)orglar. Allt för att låtarna skulle tilltala en internationell publik. Även detta projekt misslyckades. Det fanns helt enkelt inte någon nisch för soulreggaen eller reggaesoulen i USA. Endast två låtar släpptes på en singel: "Bend Down Low/Mellow Mood, men inte heller den var någon kommersiell succé. Den gavs ut på skivmärket WIRL (West Indies Recording Limited), som kontrollerades av Edward Seaga, som drygt ett decennium senare skulle bli premiärminister i Jamaica. Danny Sims har senare berättat: "Vad Bob ville mest av allt vid denna tidpunkt var att bli soulsångare, och han accepterade alla ändringar av låtarna och tillägg av ljud. Men vi kunde inte få radiostationerna i USA att spela hans låtar. Det lät inte som någonting annat som spelades och de visste inte hur de skulle presentera musiken." Marley ville bli soulsångare, och han bytte till och med ut sina dreadlocks mot en afrofrisyr under denna period. Förutom "Mellow Mood" och "Bend Down Low" fanns låtar som "Rock To The Rock", "Rocking Steady", "How Many Times", "Touch Me", "There She Goes", "Soul Rebel", "Put It On", "Chances Are, "Love", "Nice Time, "Treat You Right", "What Goes Around Comes Around" i den havererade USA-satsningen.
Åren fram till 1971 tvingades The Wailers att spela in de låtar de blev erbjudna: "White Christmas", "What's New Pussycat". Gruppmedlemmarna försörjde sig även på att skriva låtar åt andra artister. En av de mer kända var den Johnny Nashshit med Marleys sång "Stir It Up", som handlade om sex och inte om religion.

## Reggaebandet The Wailers

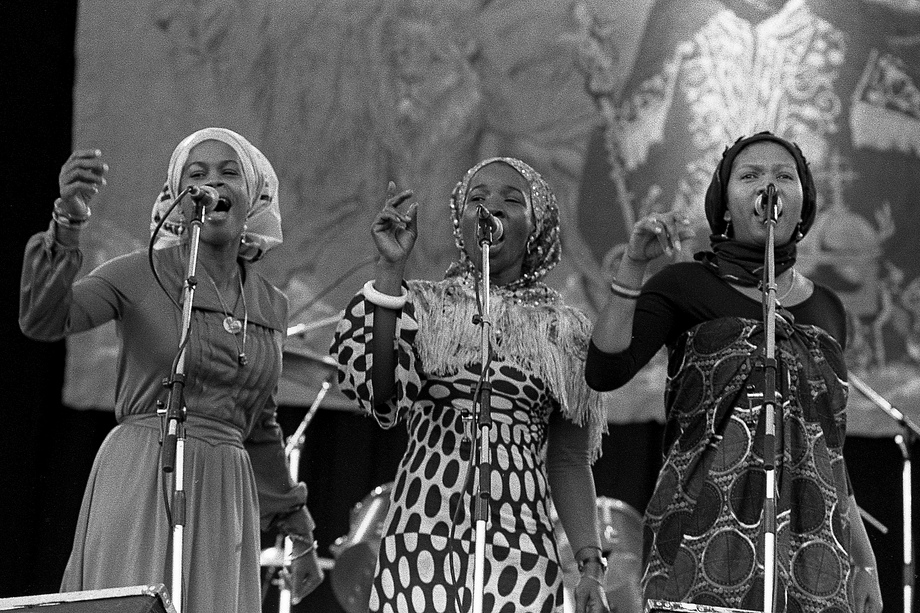
De välmeriterade sångerskorna Judy Mowatt, Rita Marley och Marcia Griffiths bildade vokalistgruppen The I Threes 1973, och kom att ingå som en del av Bob Marley and the Wailers från 1974 efter Peter Tosh och Bunny Wailers avhopp. Foto: Eddie Mallin.

I slutet av 1960-talet och början av 1970-talet studerade trion rastafariideologin, lärde sig spela instrument och inledde ett samarbetade med producenten Lee "Scratch" Perry. Åren hos Perry var gruppmedlemmarna oerhört produktiva. Hos Perry träffade de bröderna Aston "Family Man" Barrett (bas) och Carlton Barrett (trummor), som därefter kom att tillhöra The Wailers. Gruppen lämnade hastigt Perry i samband med en tvist om royalties och ersättningar, och fick 1972 låna en större summa pengar av skivbolaget Island Records ägare Chris Blackwell för att spela in en LP. Tanken var att lansera The Wailers som en svart rockgrupp. Resultatet blev det historiska reggaealbumet Catch a Fire 1973, som följdes upp av albumet Burnin' samma år. På detta album medverkar även Earl "Wire" Lindo (keyboard, orgel, gitarr), och han har stannat i Wailers sedan dess. Låten I Shot The Sheriff från LP:n Burnin' blev en internationell jättehit som följdes av Get Up, Stand Up och The Wailers började sälja många album i framför allt Västeuropa. 
Gruppen splittrades 1974 och Tosh, Livinstone och Marley påbörjade varsin solokarriär. McIntosh bytte namn till Peter Tosh och Livingstone blev Bunny Wailer, medan Marley fortsatte som ledarfigur i bandet som döptes om till Bob Marley & The Wailers. För att ersätta Tosh och Livingstone föreslog representanter för Island Records Al Patterson (percussion) och Tyrone Downie (keyboards), vilket Marley, Lindo och bröderna Barrett accepterade. På LP:n Natty Dread (1974) hade även vokalisttrion I-Threes – Marcia Griffiths, Judy Mowatt och Rita Marley – anslutit sig till The Wailers.
Nästa musiker som kom att ingå i Marleys kompband var amerikanen Al Anderson, och i honom fick gruppen för första gången en gitarrspecialist. Han medverkade på LP-skivorna Natty Dread och Rastaman Vibration (1976), på livealbumen Live! (1975) och Babylon By Bus (1978) och på flertalet av bandets turnéer. Anderson ingick även i Peter Tosh grupp Word, Sound and Power och spelade på Tosh-albumen Legalize It (1976) och Equal Rights (1977). På studioalbumen Exodus (1977) Kaya (1978), Survival (1979), Uprising, 1980 och Confrontation (1983) samt på de livespelningar som gjordes i Europa, Afrika och Asien är det Junior Marvin som är bandets frontgitarrist.
Vid Marleys död 1981 bestod bandet således av Bob Marley (sång, rytmgitarr), Aston Barrett (basgitarr), Carlton Barrett (trummor), Junior Marvin (lead guitar), Tyrone Downie (keyboard) och Al Patterson (percussion) samt av I-Threes. För några av de djupt religiösa bandmedlemmarna kom det som en chock att någon av dem kunde dö, och Tyrone Downie förlorade balansen fullständigt och fick snart svåra drogproblem. Bandmedlemmarna har fått kämpa för att hitta sin identitet utan Bob Marley, och det första albumet som The Wailers Band släppte hade karaktäristiskt nog namnet I.D. Sedan Marleys död har bandmedlemmarna processat om royalties, rättigheter och ersättningar med både Island Records och Marleys dödsbo och änka Rita Marley. Bandet har fortsatt att spela, men har inte haft några större framgångar. En domstol har fastslagit att upphovsrätten till namnet "The Wailers" tillhör Marleys dödsbo, och bandet har därför kallat sig "The Wailers Band". Trots tvisterna har bandmedlemmarna utan problem kunnat samarbeta med Marleys söner, som alla med något undantag har följt i faderns fotspår. Trummisen Carlton Barrett, som bland annat har skrivit låtarna "Talkin' Blues" och "War" sköts ihjäl utanför sitt hus den 17 april 1987. Peter Tosh sköts ihjäl av inbrottstjuvar i sitt hem den 11 september samma år.

## Medlemmar
- Bob Marley – gitarr, sång, låtskrivare (1963–1981) – ₫ 1981
- Peter Tosh – gitarr, keyboard, sång, låtskrivare (1963–1974) – ₫ 1987 (mördad)
- Bunny Wailer (Neville Livingston) – percussion, sång, låtskrivare (1963–1973)
- Junior Braithwaite – sång (1963–1964) – ₫ 1999 (mördad)
- Beverley Kelso – sång, kör (1963–1965)
- Cherry Smith – kör (1963–1966) – ₫ 2008
- Constantine Walker – kör (1966–1967)
- Aston Barrett – elbas, kör (1970–1981)
- Hugh Malcolm – trummor, percussion (1967–1972)
- Carlton Barrett – trummor, percussion, kör, utvecklare av one drop-stilen, låtskrivare (1970–1981) – ₫ 1987 (mördad)
- Earl Lindo – keyboard (1973–1981)
- Joe Higgs – sång (1973) – ₫ 1999
- Junior Marvin – gitarr, kör (1974–1981)
- Al Anderson – gitarr (1974–1981)
- Alvin Patterson – percussion (1974–1981)
- Rita Marley – kör (1966-1970, 1974–1981)
- Marcia Griffiths – kör (1973, 1974–1981)
- Judy Mowatt (Jean Watt) – kör, koreografi, låtskrivare (1973, 1974–1981)
- Tyrone Downie – keyboard, percussion, kör (1976–1981)

Bob Marley & The Wailers timeline

## Bildgalleri

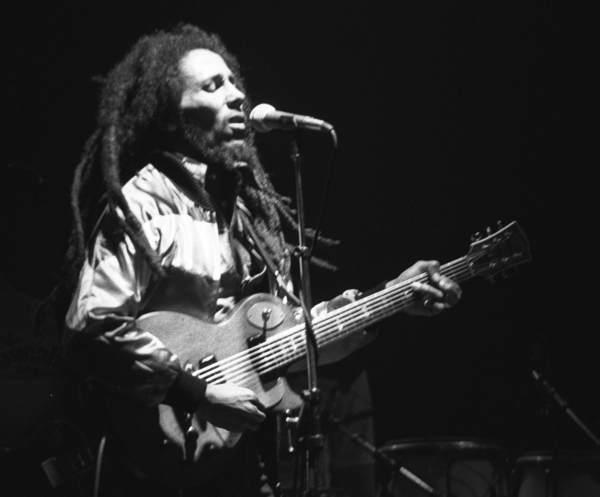
Bob Marley
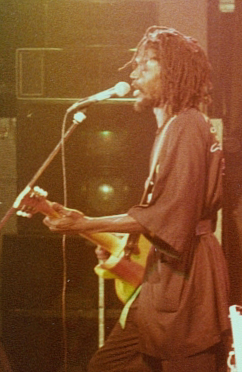
Peter Tosh
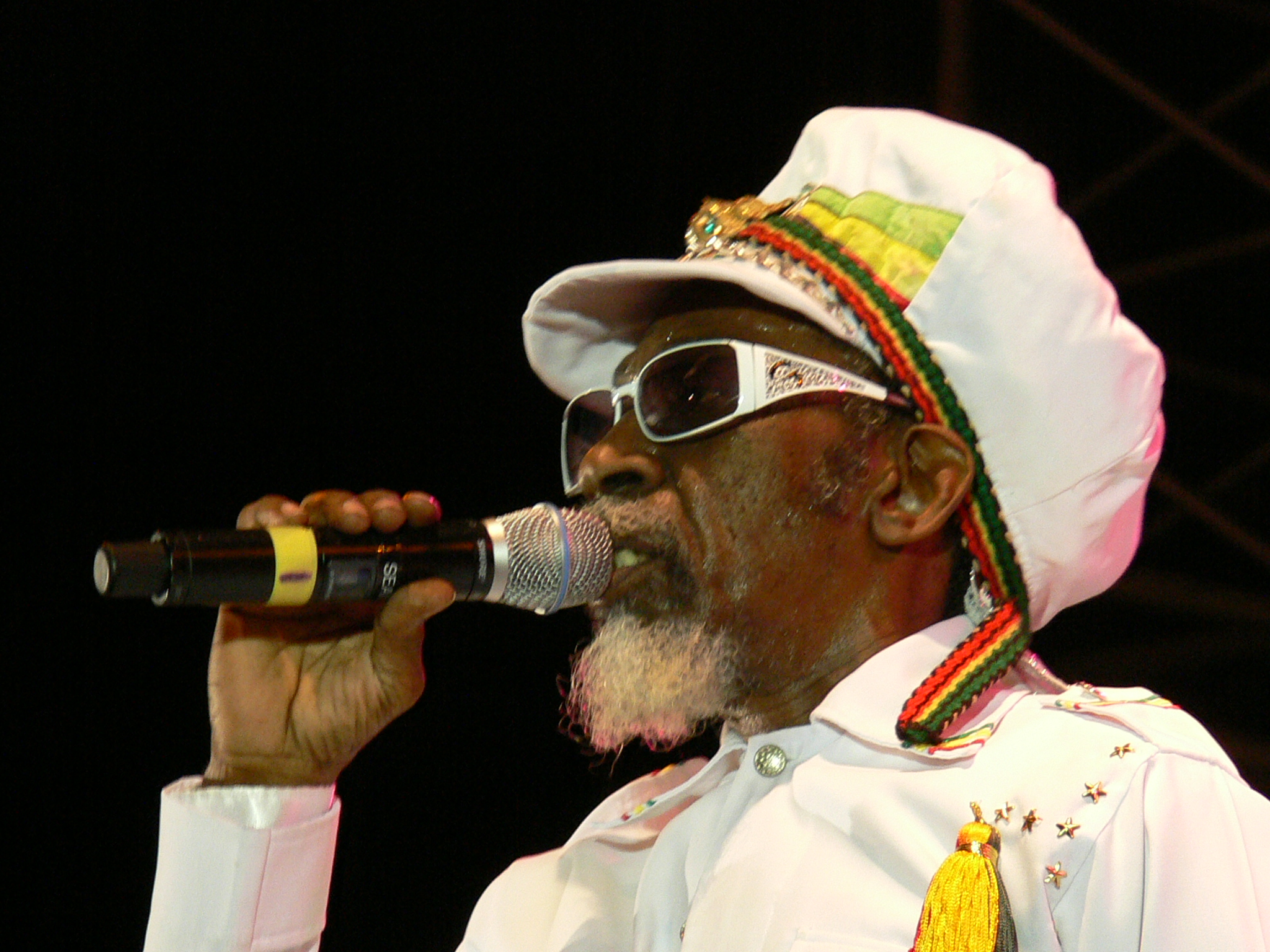
Bunny Wailer
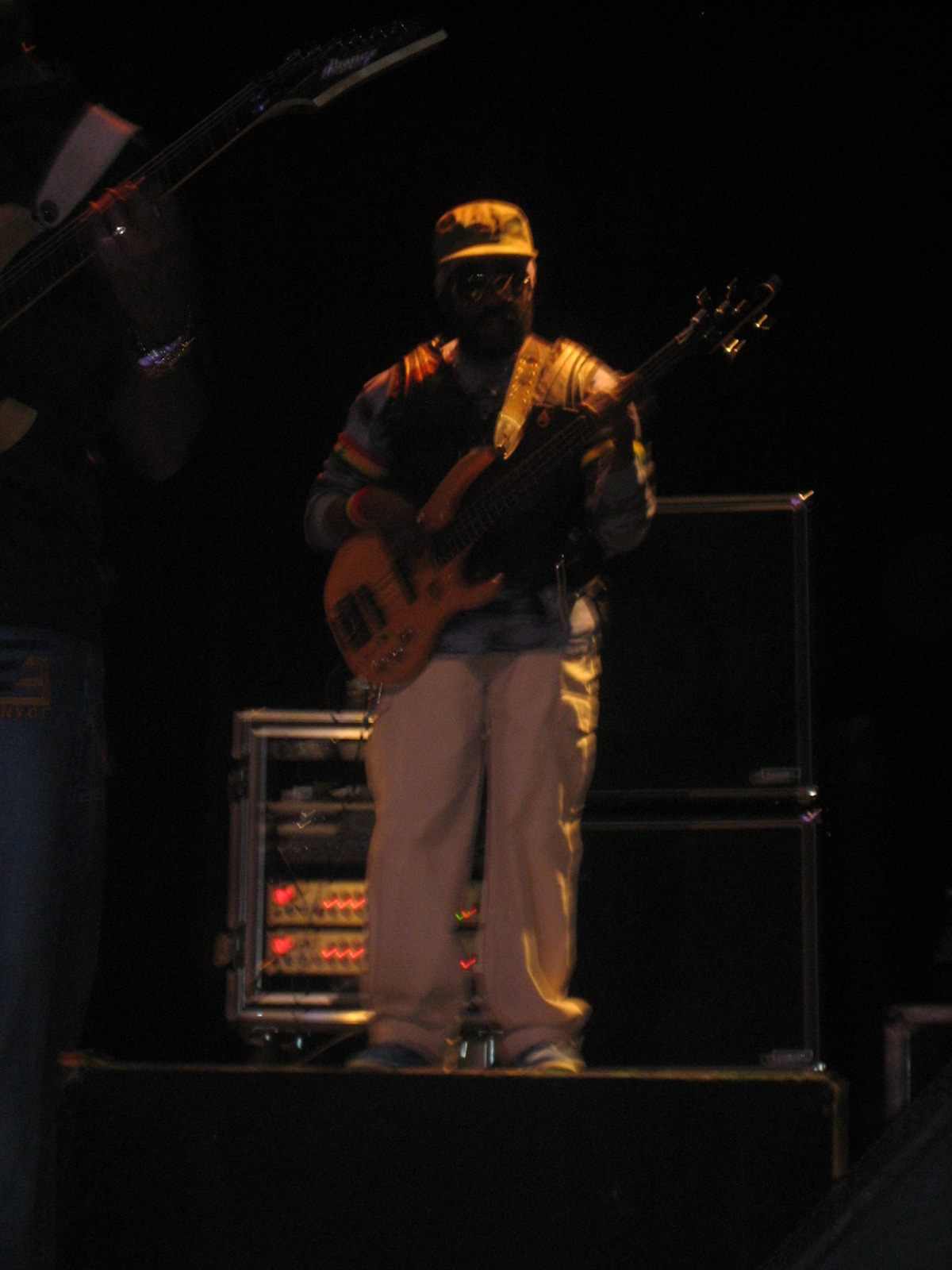
Aston Barret
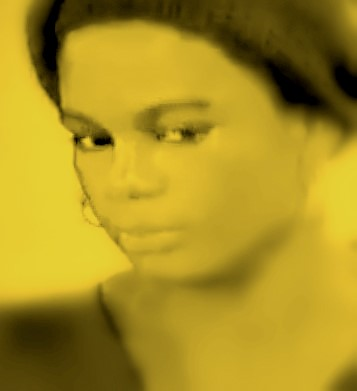
Judy Mowatt
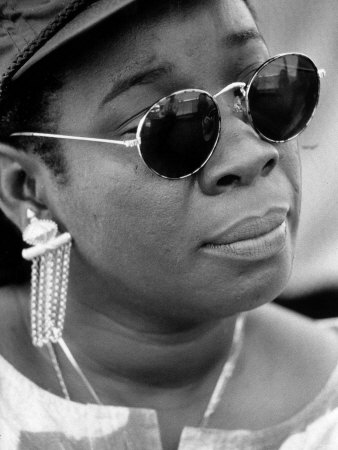
Rita Marley
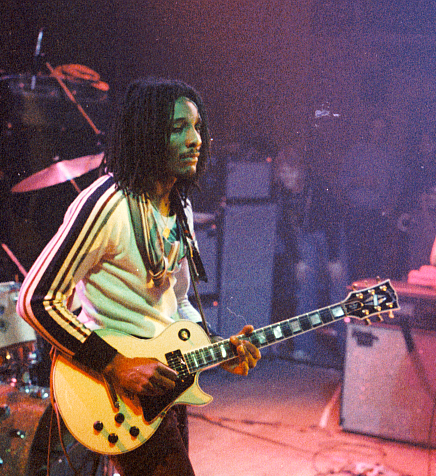
Al Anderson
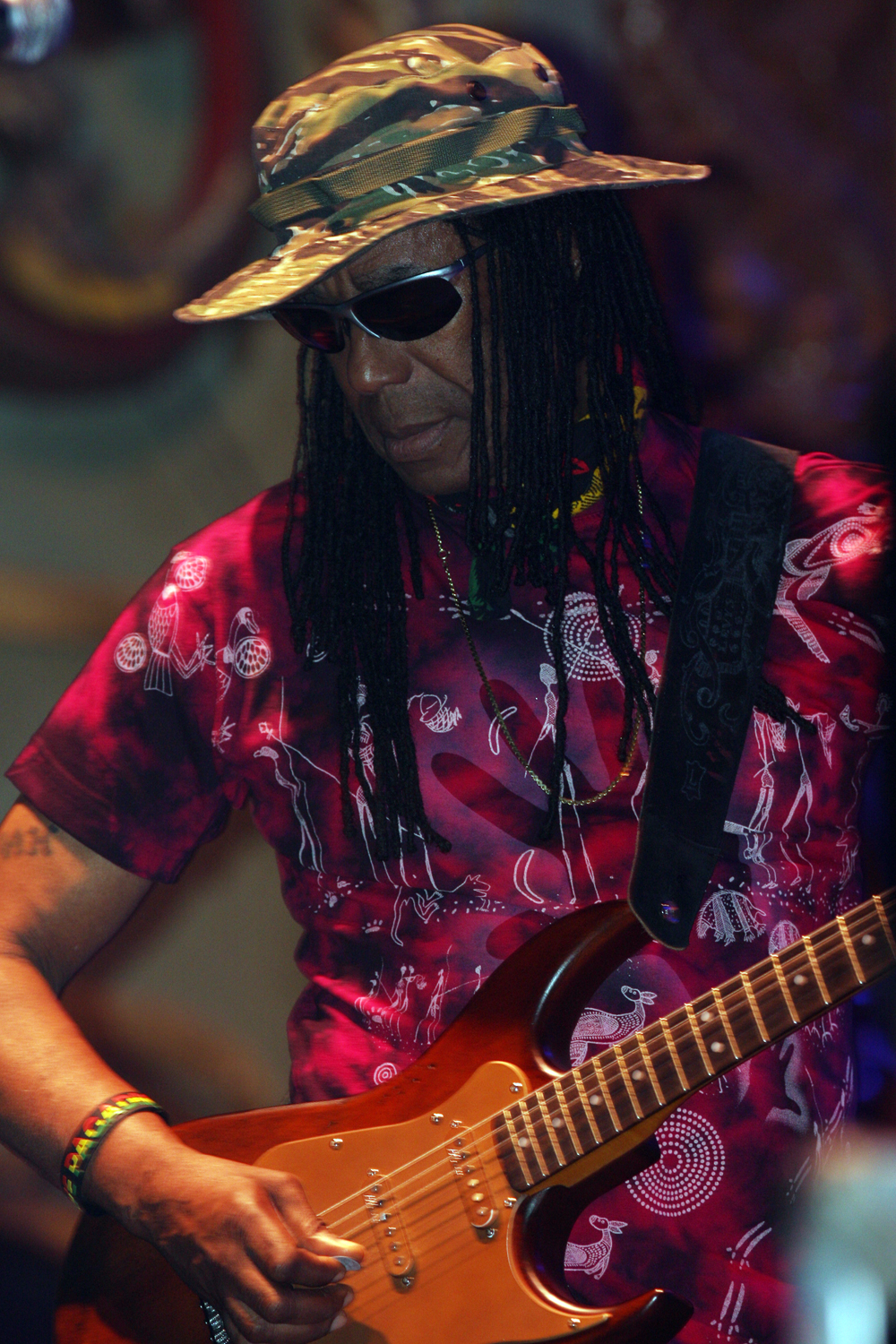
Junior Marvin

## Diskografi

### Konstellationen Marley-Tosh-Livingstone
För Clement Coxsone Dodd, Studio One
- 1966 – The Wailing Wailers
- 1970 – The Best of the Wailers

Låtar: Soul Shake Down Party, Caution, Back Out, Do It Twice, Stop That Train, Soon Come, Can't You See, Soul Captives, Go Tell It On The Mountaun, Give Me A Ticket, Hold On To This Feeling, Mr. Chatterbox
För olika producenter, främst Lee "Scratch" Perry, Black Ark
- 1969 – Soul Shakedown (ESP-Disk)
- 1970 – Soul Rebels (Trojan)
- 1971 – Soul Revolution (Trojan)
- 1971 – Soul Revolution Part II (Trojan)
- 1973 – African Herbsman (Trojan)

Samlingsalbum
- 1997 – Best of Bob Marley and the Wailers (Studio One) (Studio One)
- 1998 – The Complete Bob Marley & the Wailers 1967-1972, Pt. 1 (Jad)
- 1998 – The Complete Bob Marley & the Wailers 1967-1972, Pt. 2 (Jad)
- 1999 – The Complete Bob Marley & the Wailers 1967-1972, Pt. 3 (Jad)

### Konstellationen Marley-Tosh-Livingston-bröderna Aston och Carlton Barrett-Earl Lindo
På skivbolaget Island Records
- 1973 – Catch a Fire (Island)
- 1973 – Burnin' (Island)

### Bob Marley & The Wailers samtI-Threes
På skivbolaget Island Records
- 1974 – Natty Dread (Island/Tuff Gong)
- 1975 – Live! (livealbum) (Island/Tuff Gong)
- 1976 – Rastaman Vibration (Island/Tuff Gong)
- 1977 – Exodus (Island/Tuff Gong)
- 1978 – Kaya (Island/Tuff Gong)
- 1978 – Babylon By Bus (dubbelt livealbum) (Island/Tuff Gong)
- 1979 – Survival (Island/Tuff Gong)
- 1980 – Uprising (Island/Tuff Gong)
- 1983 – Confrontation (Island/Tuff Gong)

Samlingsalbum
- 1984 – Legend (Island/Tuff Gong)
- 1986 – Rebel Music (Island/Tuff Gong)
- 1992 – Songs Of Freedom (Island/Tuff Gong) 4 cd
- 1995 – Natural Mystic: The Legend Lives On
- 2001 – One Love: The Very Best of Bob Marley & The Wailers (Island/Tuff Gong)
- 2002 – Bob Marley & The Wailers: Trenchtown Rock (Anthology '69 - '78) (Trojan)
- 2005 – Gold (Island/Tuff Gong
- 2002 – Africa Unite: The Singles Collection (Island/Tuff Gong)
- 2007 – Legend: Deluxe Edition (Island/Tuff Gong) (2 cd + 1 DVD)

### The Wailers Band
Studioalbum
- 1989 – I.D.
- 1991 – Majestic Warriors
- 1994 – JAH Message
- 1995 – My Friends
- 2000 – Heritage of Dub

Livealbum
- Legend Tour (Live) (1984)
- My Friends (album)|My Friends (Live '95-'97) (1997)
- Live at Maritime Hall (1999)
- Live In Jamaica (2001)
- Live (2003)

Som kompband
- 1986 – Jerusalem (album med Alpha Blondy)
- 2001 – Makisupa Policeman (album med Sharin' in the Groove)
- 2008 – Everybody Wants To Go To Heaven (album med Kenny Chesney)